# Gola Glava
Gola Glava (izvirno srbsko Гола Глава) je naselje v Srbiji, ki upravno spada pod Mesto Valjevo; slednja pa je del Kolubarskega upravnega okraja.
- Gola Glava - panorama
- Gola Glava - panorama
- Gola Glava - cerkev
- Gola Glava - panorama
- Gola Glava - panorama
- Gola Glava - panorama
- Gola Glava - panorama

## Demografija
V naselju živi 641 polnoletnih prebivalcev, pri čemer je njihova povprečna starost 42,8 let (42,2 pri moških in 43,5 pri ženskah). Naselje ima 252 gospodinjstev, pri čemer je povprečno število članov na gospodinjstvo 3,15.
To naselje je, glede na rezultate popisa iz leta 2002, večinoma srbsko.
|  |

| Demografija | Demografija     | Demografija     |
| Leto        | Št. prebivalcev | Št. prebivalcev |
| ----------- | --------------- | --------------- |
|             |                 |                 |
|             |                 |                 |
|             |                 |                 |
|             |                 |                 |
| 1948        | 1290            |                 |
| 1953        | 1283            |                 |
| 1961        | 1231            |                 |
| 1971        | 1029            |                 |
| 1981        | 888             |                 |
| 1991        | 767             | 766             |
| 2002        | 846             | 793             |
|             |                 |                 |

| Etnična sestava po popisu iz leta 2002 | Etnična sestava po popisu iz leta 2002 | Etnična sestava po popisu iz leta 2002 | Etnična sestava po popisu iz leta 2002 | Etnična sestava po popisu iz leta 2002 |
| -------------------------------------- | -------------------------------------- | -------------------------------------- | -------------------------------------- | -------------------------------------- |
| Srbi                                   | Srbi                                   |                                        | 699                                    | 88,14%                                 |
| Romi                                   | Romi                                   |                                        | 89                                     | 11,22%                                 |
| Hrvati                                 | Hrvati                                 |                                        | 1                                      | 0,12%                                  |
| Neznano                                | Neznano                                |                                        | 4                                      | 0,50%                                  |